# سارة جونز (مجدفة)
سارة جونز (بالإنجليزية: Sarah Jones)‏ هي مجدفة أمريكية، ولدت في 26 أغسطس 1973 في أولمبيا في الولايات المتحدة.

## وصلات خارجية
- سارة جونز على موقع الاتحاد الدولي للتجديف (الإنجليزية)
- سارة جونز على موقع اللجنة الأولمبية الدولية (الإنجليزية)
- سارة جونز على موقع أوليمبيديا (الإنجليزية)